# Ryoya Ueda
Ryoya Ueda (上田 陵弥 Ueda Ryoya?), född 2 maj 1989 i Hokkaido prefektur, är en japansk fotbollsspelare.
Ueda började sin karriär 2012 i Yokogawa Musashino (Tokyo Musashino City FC). 2014 flyttade han till FC Ryukyu. Han gick tillbaka till Tokyo Musashino City FC 2016. 2017 flyttade han till Tokachi FC. Han avslutade karriären 2017.